# فندق فولرتون سنغافورة
فندق فولرتون سنغافورة هو فندق فاخر من فئة الخمس نجوم يقع بالقرب من مصب نهر سنغافورة، في قلب وسط المدينة في المنطقة المركزية، سنغافورة. كان يُعرف في الأصل باسم مبنى فولرتون، وأيضًا باسم مبنى مكتب البريد العام. العنوان هو 1 ساحة فولرتون. سُمي مبنى فولرتون على اسم روبرت فولرتون، أول حاكم لمستوطنات المضيق (1826-1829). كُلف المبنى في عام 1924 كجزء من احتفالات الذكرى المئوية للمستعمرة البريطانية، وقد تم تصميم المبنى كمبنى مكاتب من قبل شركة «Major P.H. Keys of Keys & Dowdeswell»، وهي شركة شنغهاي للمهندسين المعماريين، والتي فازت بالمشروع من خلال مسابقة التصميم المعماري. كما صممت الشركة المعمارية مسرح الكابيتول ومبنى الكابيتول المجاور ومستشفى سنغافورة العام .

## التاريخ

### حصن فولرتون وحجر سنغافورة

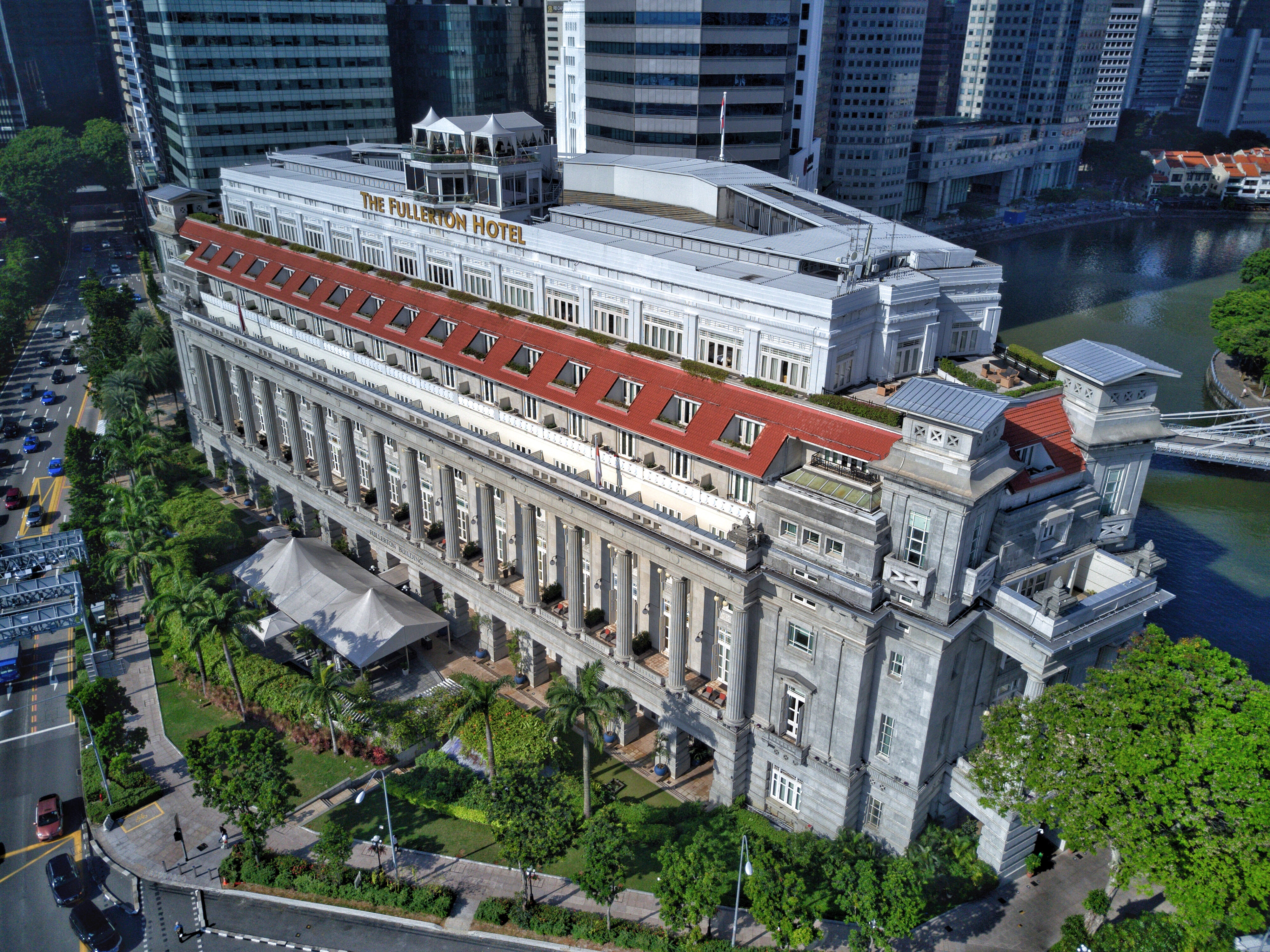
منظور جوي لفندق فولرتون، سنغافورة. تاريخ التصوير: أكتوبر 2018.

يغطي الطرف الشمالي من المبنى موقع فورت فولرتون، وهو حصن تم بناؤه عام 1829 للدفاع عن المستوطنة ضد أي هجمات بحرية. يتكون الحصن من ثكنة مدفعية، ومنزل للضباط، وثكنة للجنود، ومسدس من 68 مدقة يحرس مدخل النهر والذي كان يقف في الموقع المعروف باسم ميدان فولرتون. في عام 1843 ، تم توسيع الحصن بعد هدم كتلة من الحجر الرملي، حجر سنغافورة، مع نقش يعود تاريخه إلى القرن الثالث عشر. لسوء الحظ، دمر البريطانيون حجر سنغافورة. تم إنقاذ جزء من هذا المنولث وحفظه في مجموعة المتحف الوطني في شارع ستامفورد. ومع ذلك ، كانت هناك العديد من الانتقادات وكذلك المخاوف بشأن بناء فورت فولرتون. اعتقد التجار أنه كان مضيعة لاستخدام الموقع الرئيسي للمدينة لأغراض عسكرية بدلاً من الأغراض التجارية ، الأمر الذي كان سيمنع سنغافورة من تحقيق المزيد من الإيرادات وتعزيز أعمالها التجارية. كانوا قلقين أيضًا من أنهم سيكونون في خط النار المباشر إذا كانت هناك أي هجمات على الحصن لأن المكاتب على طول نهر سنغافورة كانت تقع على مقربة من الحصن. قيل أيضًا أن الحصن غير قادر على ردع أي هجمات محتملة من البحر، وكان فعاليته منخفضة جدًا. بعد هذه الانتقادات، تم هدم الحصن أخيرًا عام 1873. أفسح الحصن الطريق لأول مكتب بريد عام ومبنى الصرف عام 1874. تم وضع خطط إقامة مبنى فولرتون في عام 1920. ومع ذلك، وبسبب نقص الأموال، لم يبدأ البناء إلا في فبراير 1924. خلال الأعمال الأساسية الأولية ، كشفت الحفريات عن أغطية المدافع الخاصة بحصن فوليرتون القديم. في الواقع ، تم بناء مبنى فولرتونعلى أرض مستصلحة. بنيت بتكلفة $ 4.1 مليون وبعد تأخير بضعة أشهر، تم الانتهاء من بناء في يونيو 1928.

### نادي سنغافورة

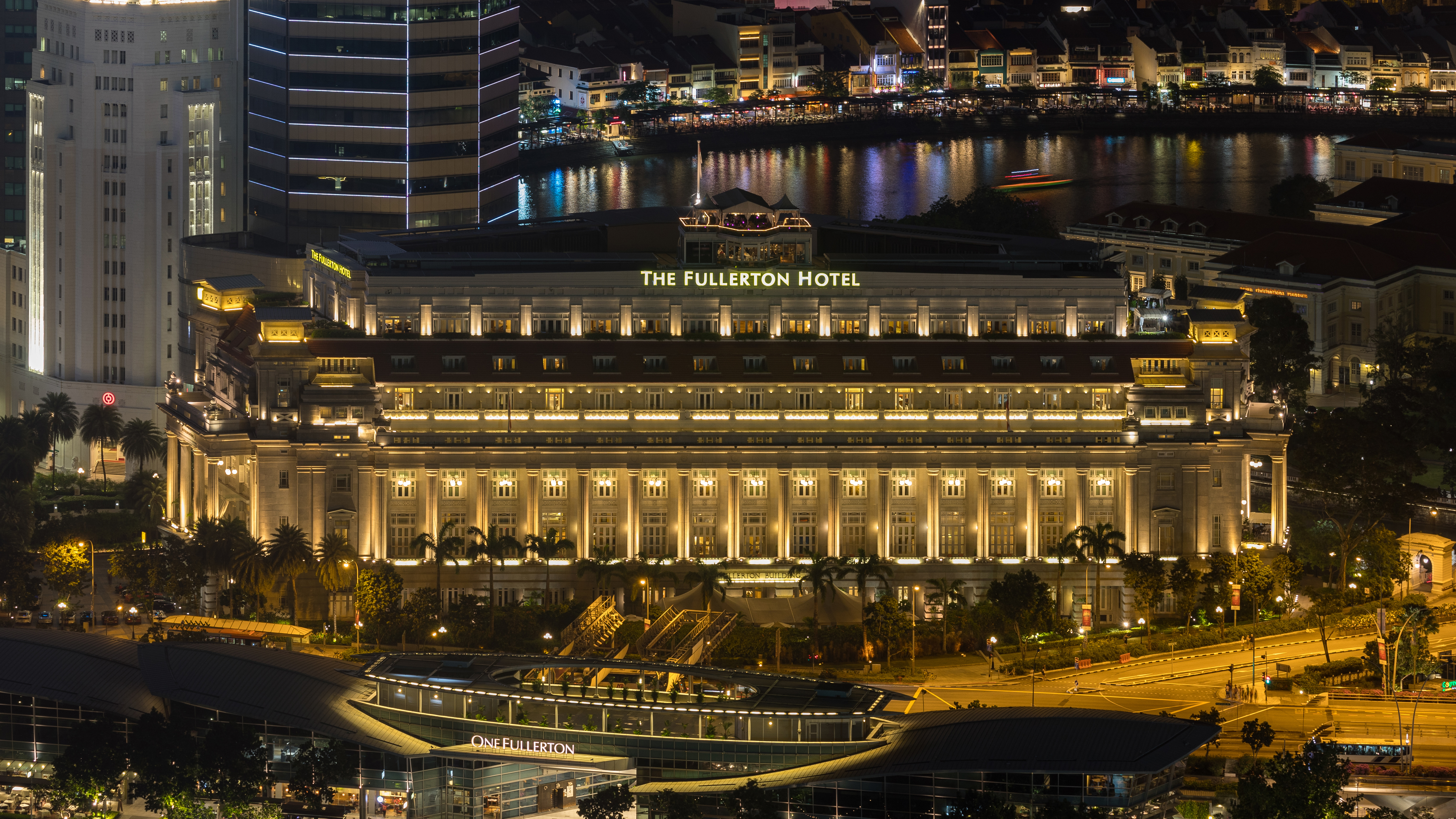
فندق فولرتون، يُرى من منصة المراقبة في مارينا باي ساندز

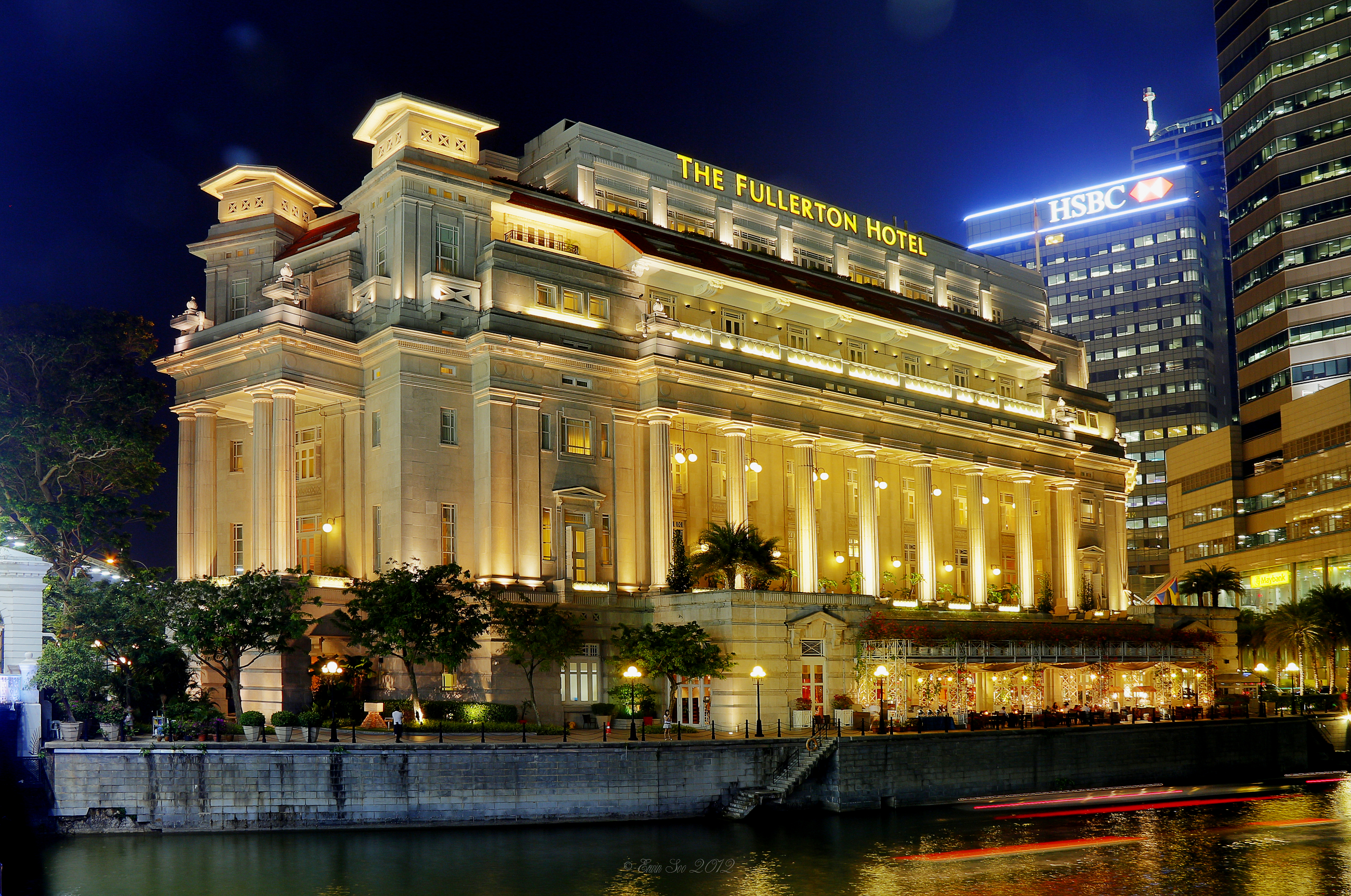
فندق فولرتون سنغافورة في الليل

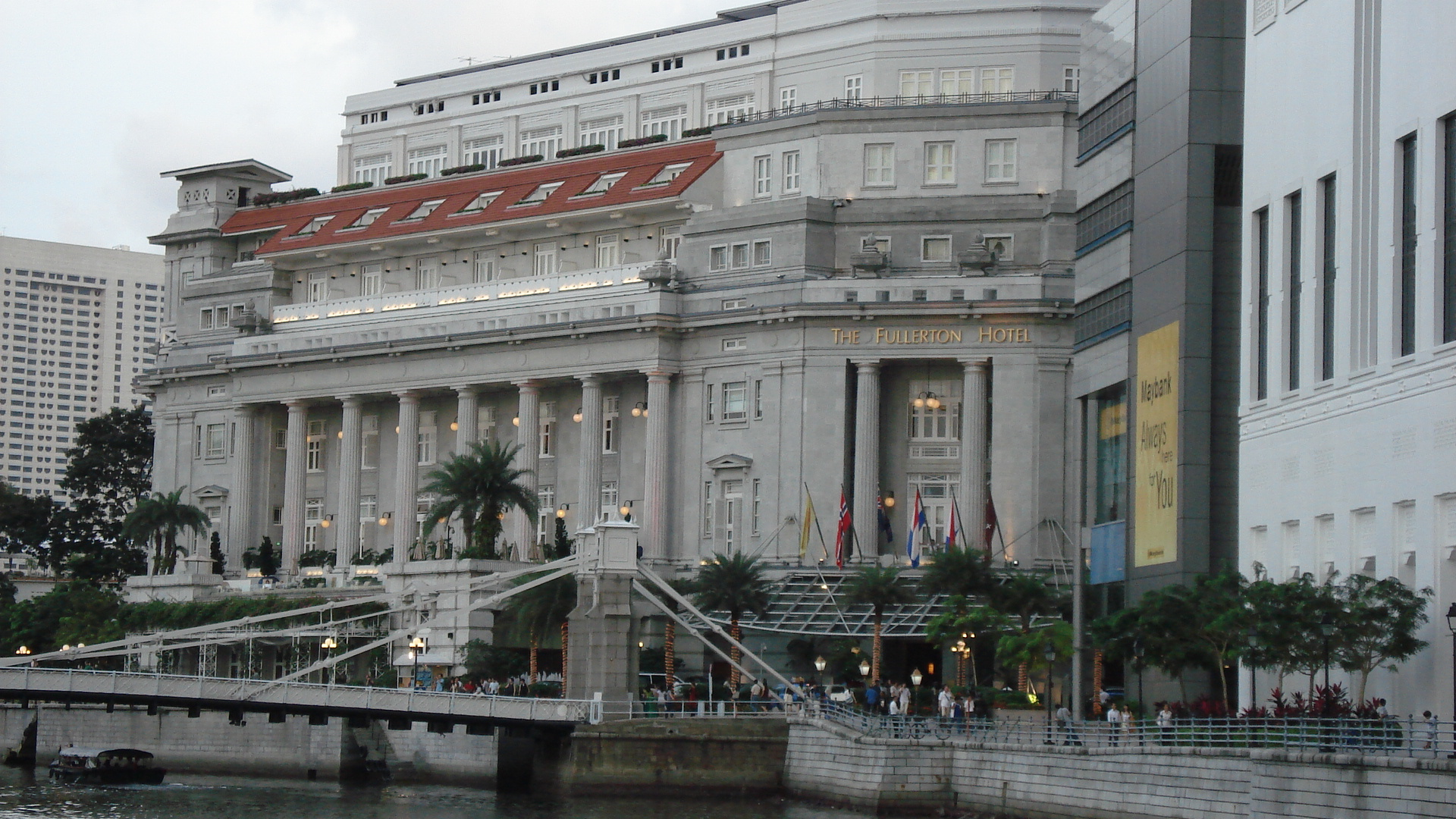
فندق فولرتون عند الغسق. أمام جسر كافينا.

## العمارة والحفظ

### المهندس المعماري
كانت Keys and Dowdeswell شركة معمارية بريطانية دولية راسخة، ويمكن رؤية أعمال التصميم الخاصة بهم في المباني في جميع أنحاء الصين وجنوب شرق آسيا من عشرينيات إلى أربعينيات القرن الماضي ، وقد صمموا بعضًا من أبرز المباني في كوالالمبور وسنغافورة. عادة ما تكون أعمال التصميم الخاصة بهم ذات أهمية كبيرة لفترة تاريخية، ومكان جغرافي وتقاليد الثقافة المحلية، مع العديد من مبانيها على الطراز الكلاسيكي.
تأسست شركة Major Keys & Dowdeswell وتم تصميمها كمصممين متميزين للمساحات الداخلية الكبيرة والواجهات الكلاسيكية. لقد اتبعوا مبادئ تقاليد الفنون الجميلة في القرن العشرين. فيما يتعلق ببعض مبادئها الأساسية في التصميم ، فهي إلى حد كبير ضخمة ومزيّنة.

### التصميم الاصلي

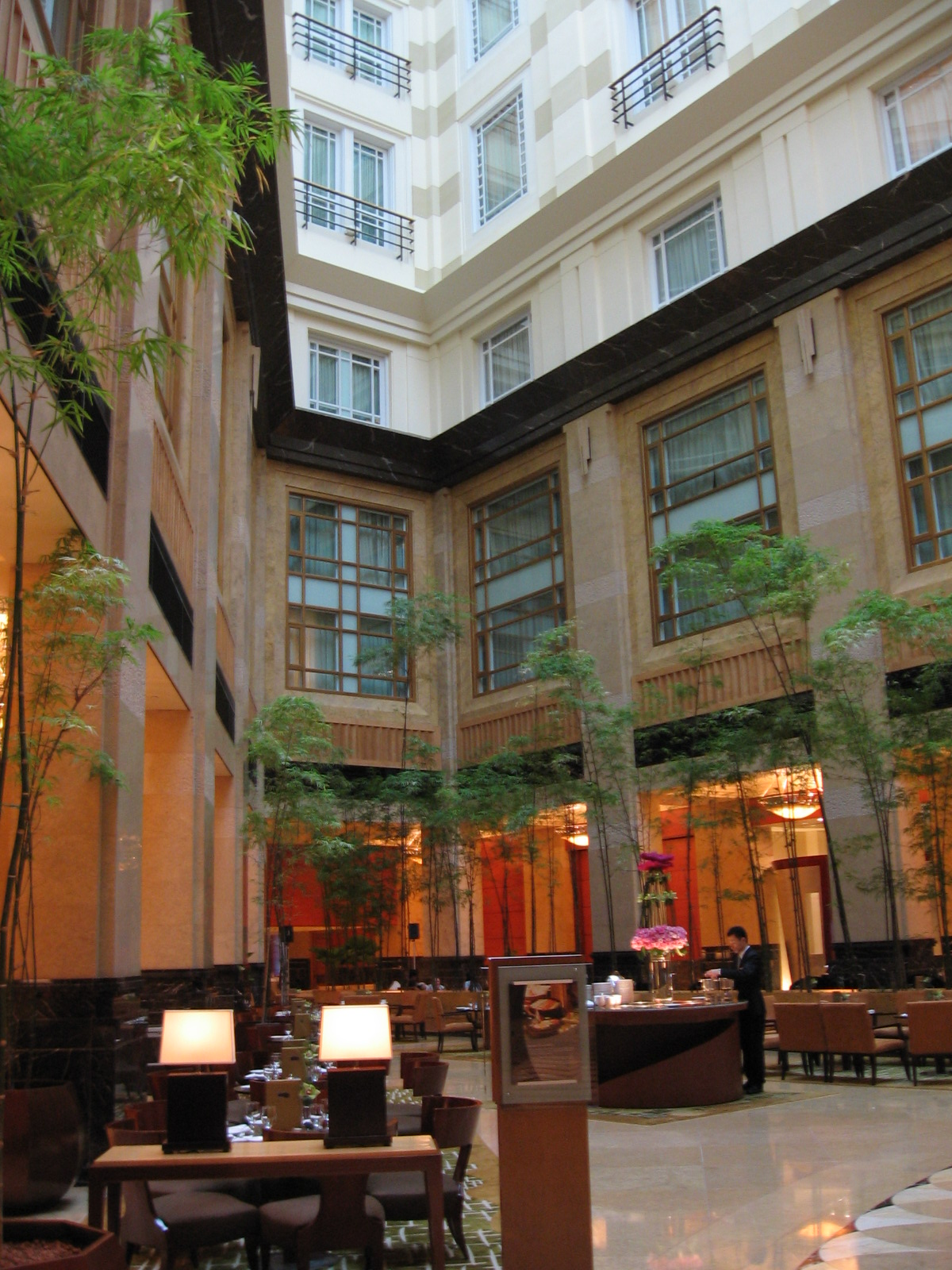
ردهة فندق The Fullerton Hotel Singapore

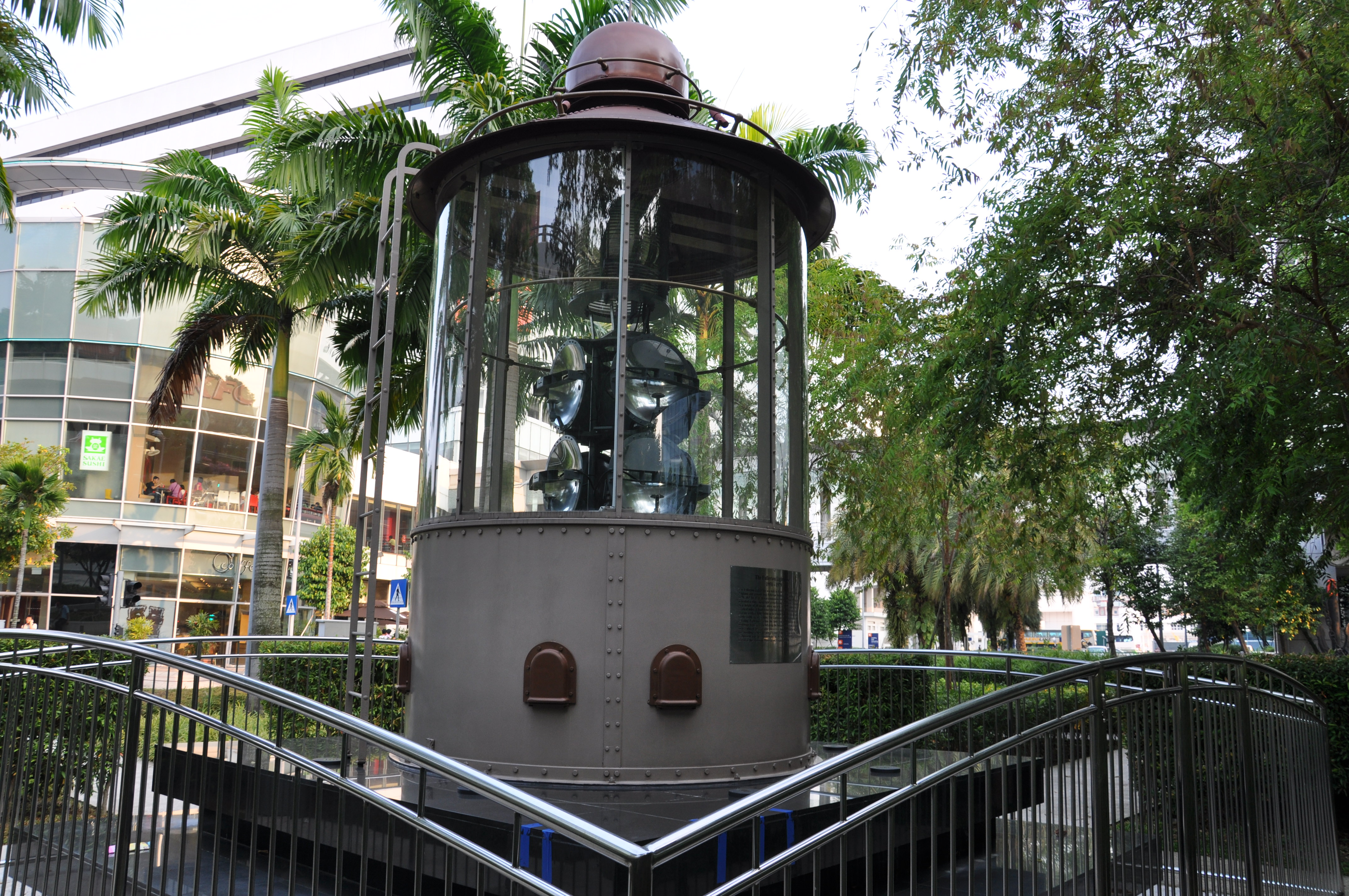
منارة فوليرتون في برج هاربور فرونت

## مرافق
فولرتون فندق سنغافورة لديها 400 غرفة وأجنحة إما التغاضي عن الأذين الفناء، أو مواجهة وسط سنغافورة أفق الصورة، ونهر سنغافورة النزهة أو خليج مارينا.
يحتوي الفندق على مسبح لا متناهي في الهواء الطلق بطول 25 مترًا ومركزًا للياقة البدنية وسبا فاخر. كما أن لديها خمسة منافذ للطعام والشراب. للمسافرين من رجال الأعمال، يحتوي الفندق على مركز مالي يعمل على مدار 24 ساعة مع خدمة Bloomberg Professional التي تقدم التقارير المالية والأخبار العالمية، و 15 غرفة اجتماعات مجهزة بمرافق المؤتمرات.

## جوائز
فاز فندق فولرتون سنغافورة بجائزة قائمة كوندي ناست ترافيلر الذهبية. في 18 يوليو 2001، حصل الفندق على جائزة التراث المعماري من هيئة إعادة التطوير الحضري لترميمه الناجح لمبنى فولرتون السابق.